# Rue Tolain
La rue Tolain est une voie du 20e arrondissement de Paris, en France.

## Situation et accès
La rue Tolain est une voie publique située dans le 20e arrondissement de Paris. Elle débute au 55, rue des Grands-Champs et se termine au 66, rue d'Avron.

## Origine du nom
Elle porte le nom de l'homme politique français Henri Louis Tolain (1828-1897).

## Historique
Cette voie ouverte en 1899 prend sa dénomination actuelle par un arrêté du 7 décembre 1900.

## Bâtiments remarquables et lieux de mémoire
- No 6 : les Petits-Fils de Maurice Kasriel, manufacture d'harmoniums[1].